# Cá diêu hồng
Cá diêu hồng hay cá điêu hồng hay còn gọi là cá rô phi đỏ (danh pháp khoa học: Oreochromis sp.) là một loài cá nước ngọt thuộc họ Cá rô phi (Cichlidae) có nguồn gốc hình thành từ lai tạo. Thuật ngữ diêu hồng hay điêu hồng được xuất phát từ việc dịch từ tiếng Trung Quốc. Ở Việt Nam, người dân bản xứ còn gọi cá diêu hồng là cá rô vì chúng có hình dạng và màu sắc giống nhau. Cá diêu hồng thực chất là "con lai" của cá rô phi đen, thịt của hai con cá này có thành phần chất dinh dưỡng như nhau. Cá diêu hồng được người Trung Quốc phát hiện và phổ biến ở Việt Nam đặc biệt là được nuôi khá phổ biến ở vùng đồng bằng sông Cửu Long và được nhiều người tiêu dùng ưa chuộng nên giá bán cao hơn cá rô phi đen.

## Đặc điểm sinh học

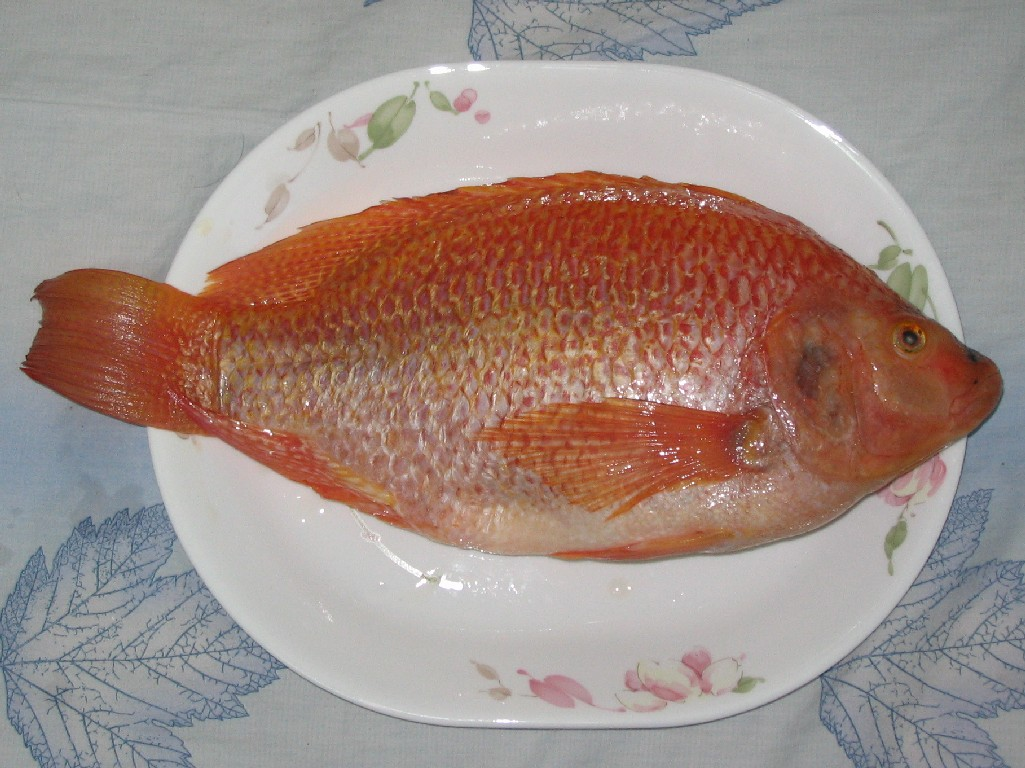
Cá diêu hồng

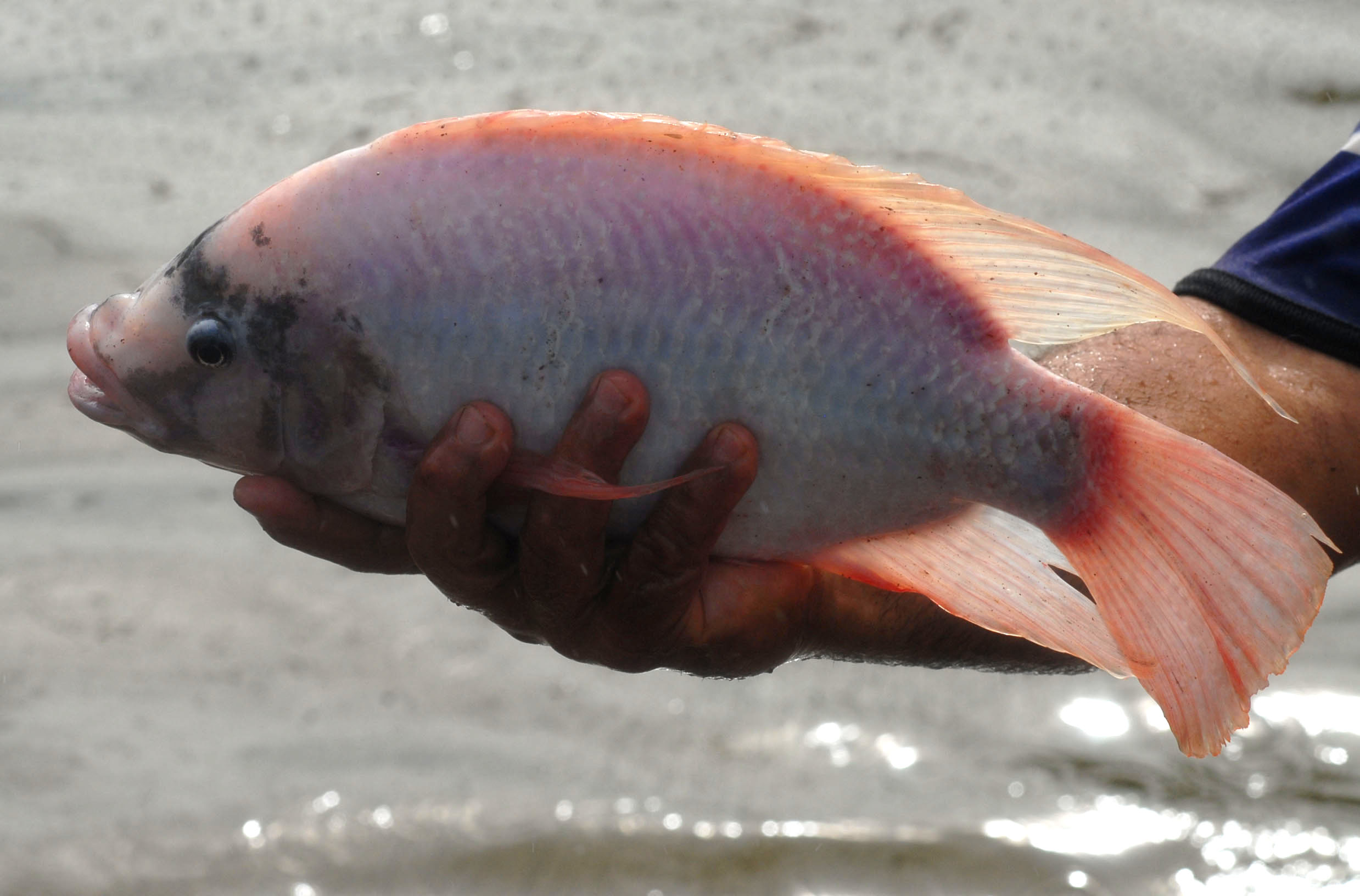
Nuôi cá diêu hồng

## Giá trị kinh tế

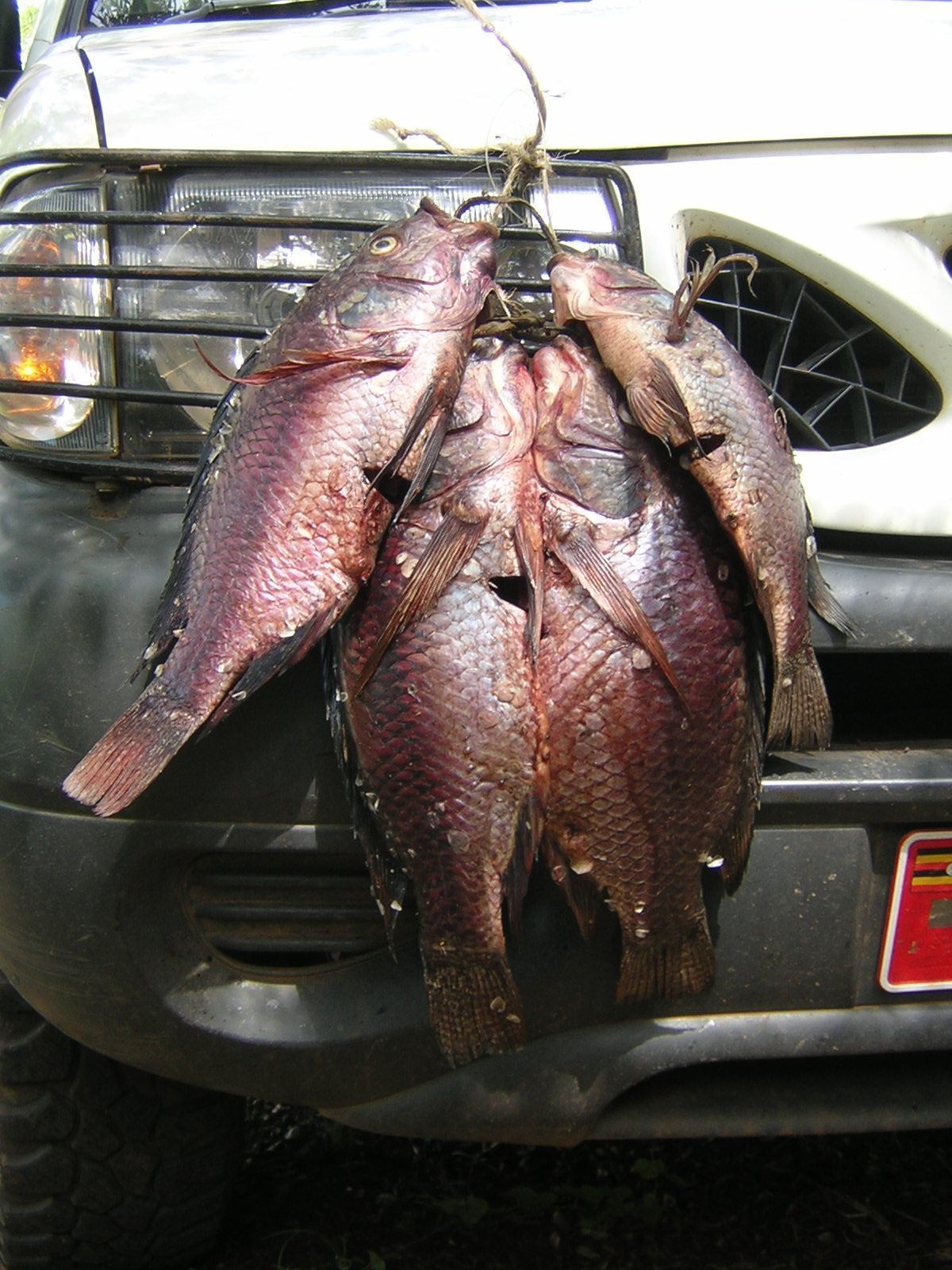
Cá diêu hồng

## Hình ảnh

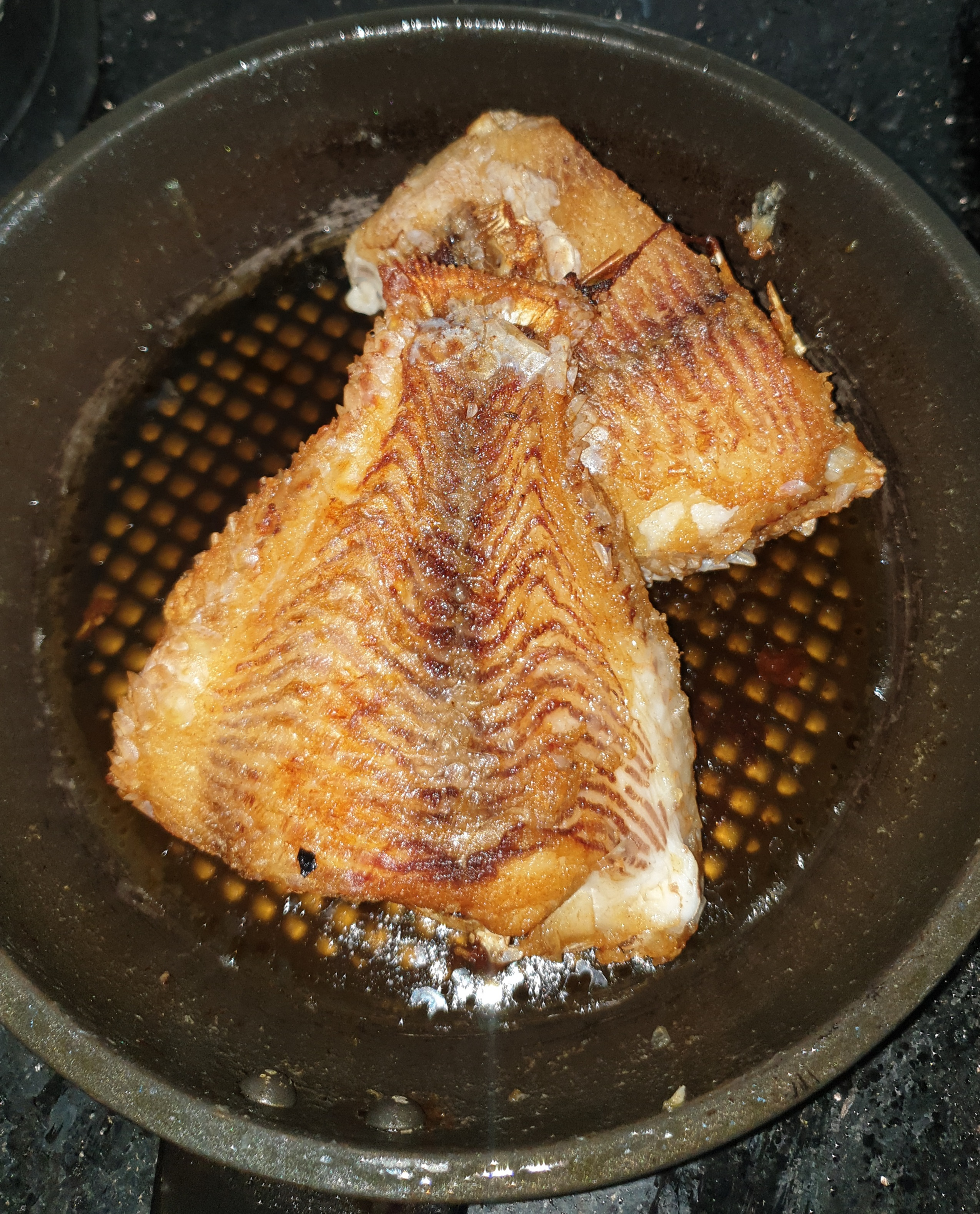
Cá diêu hồng chiên chảo
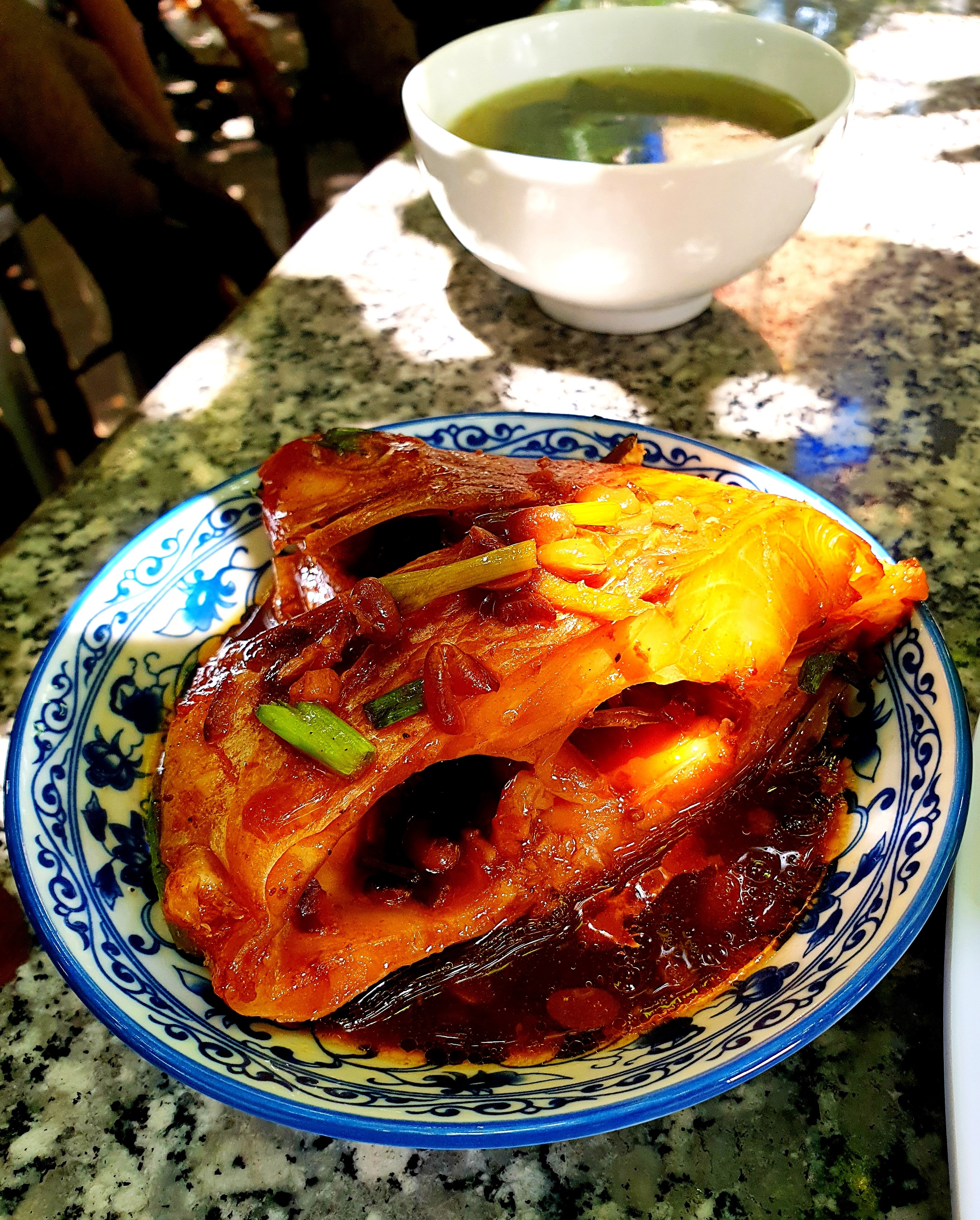
Cá diêu hồng chưng tương
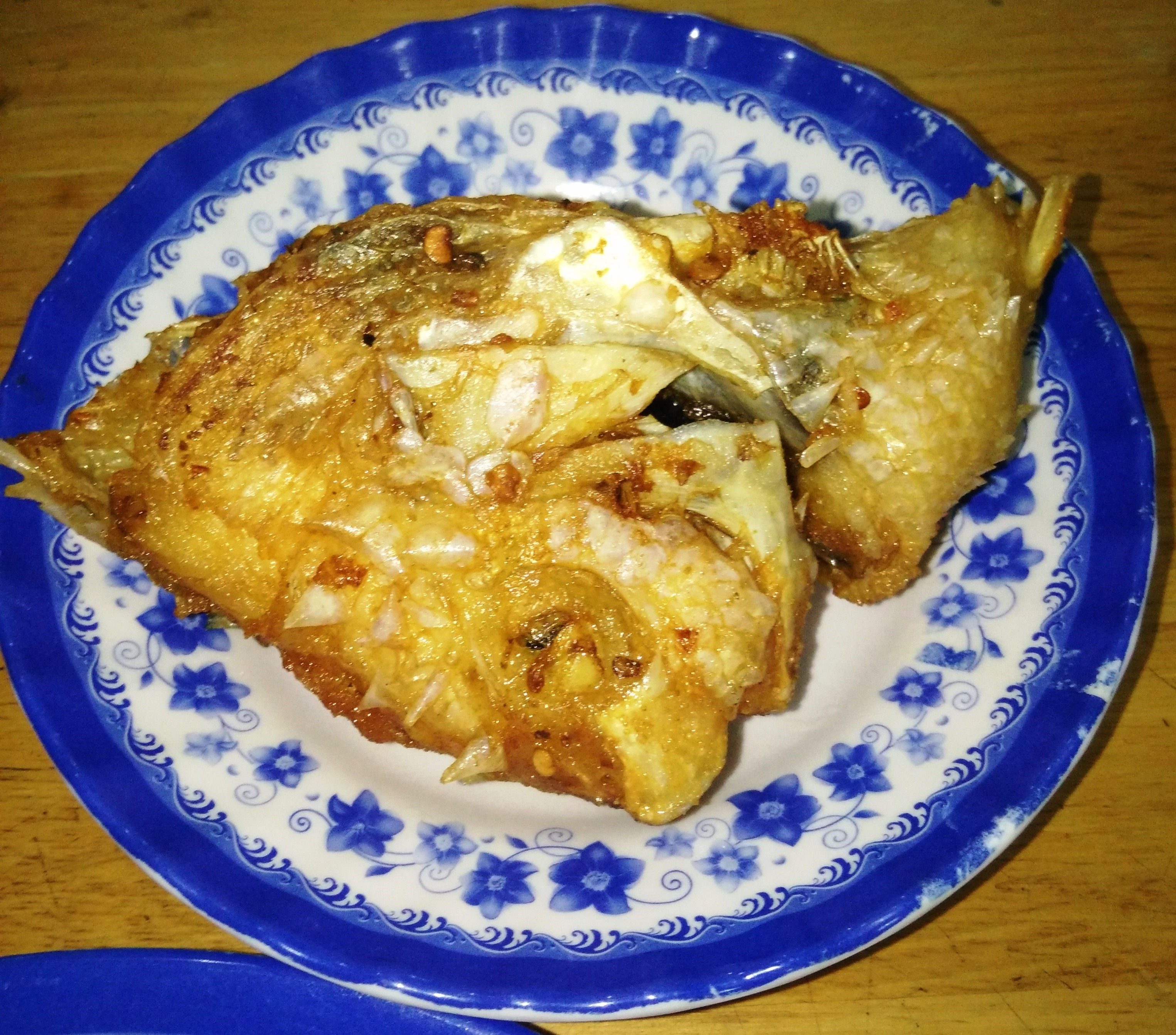
Cá diêu hồng rán
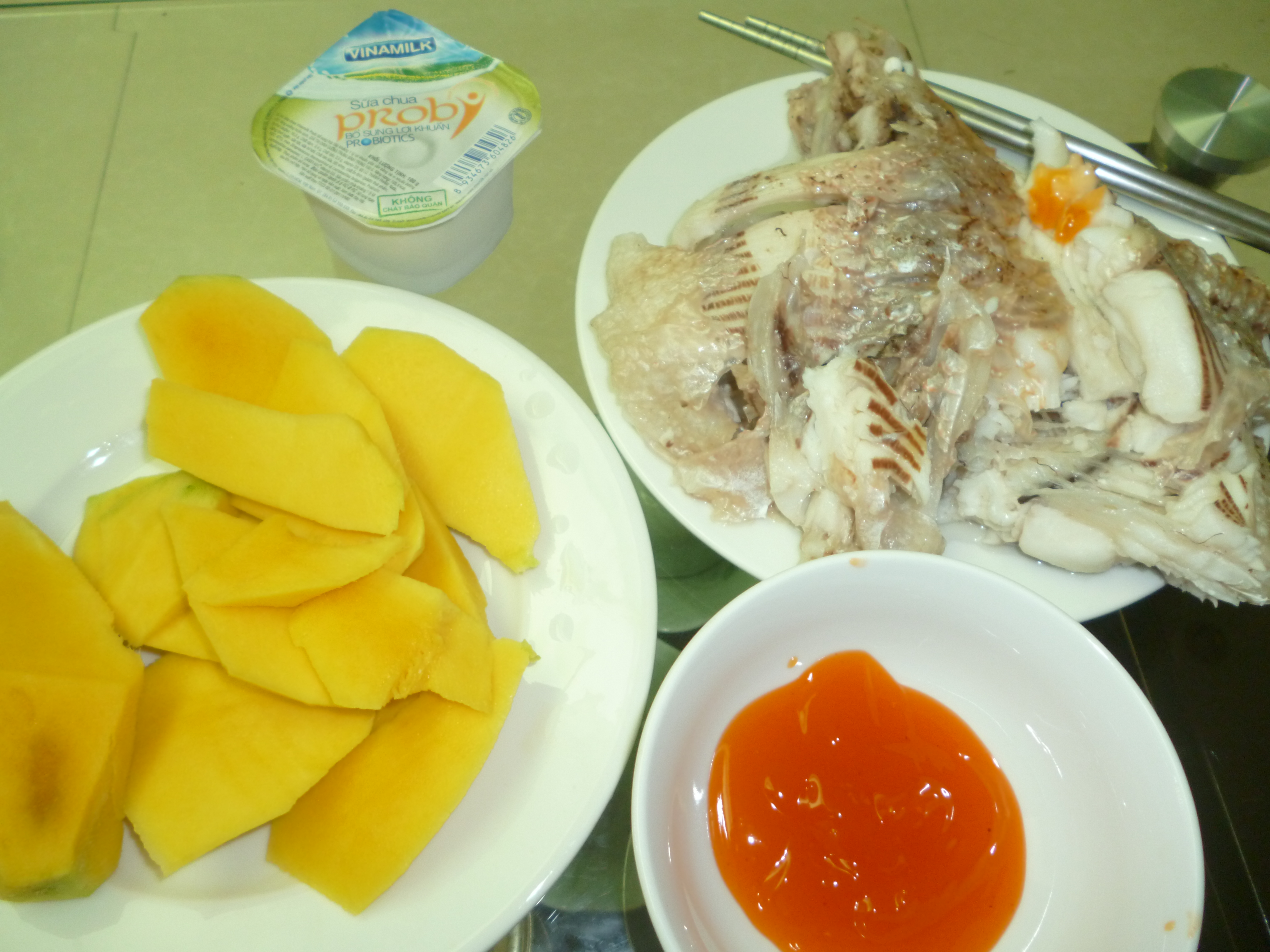
Cá diêu hồng luộc
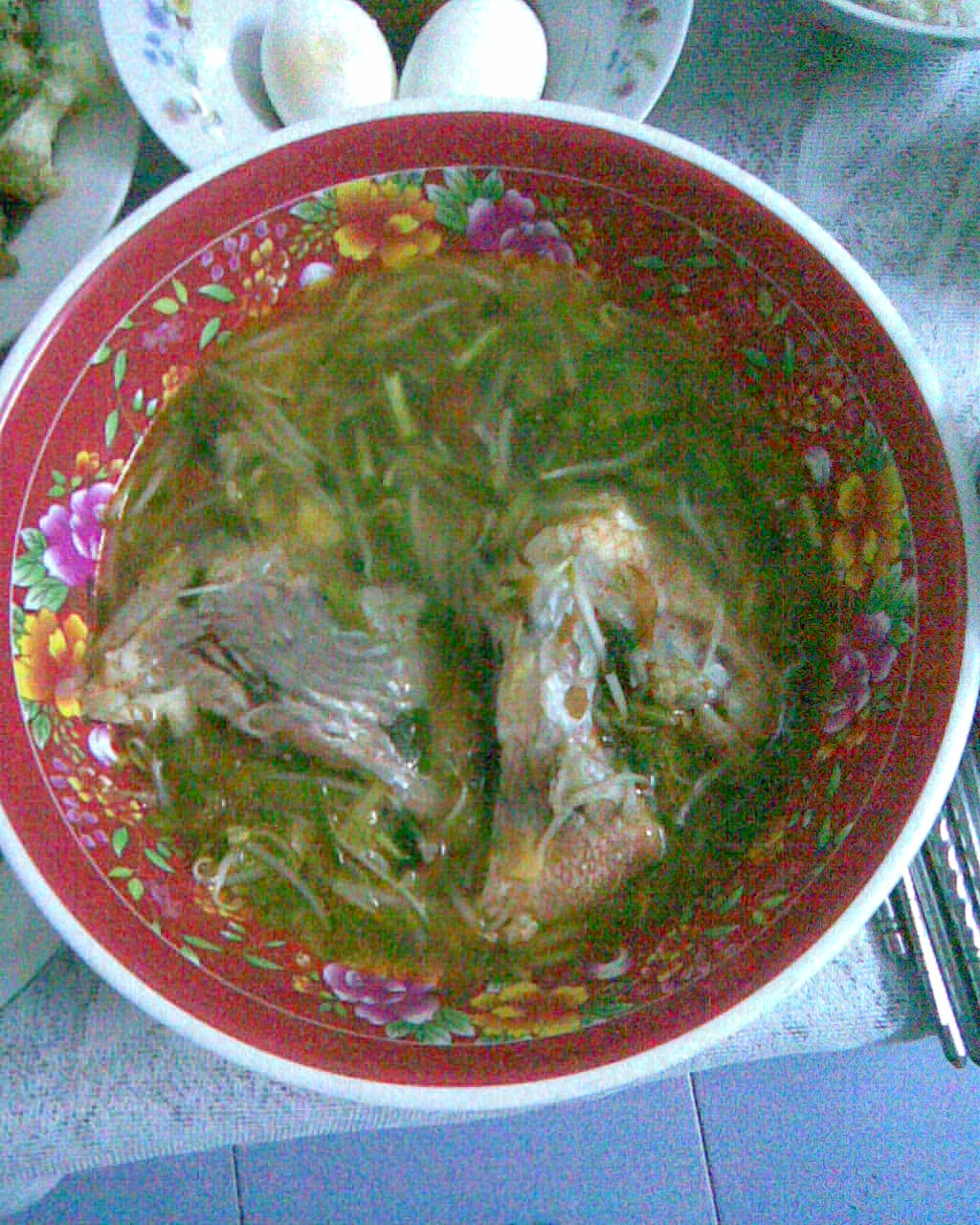
Cá diêu hồng nấu canh chua